# Wenec (obwód Burgas)
Wenec (bułg. Венец) – wieś w Bułgarii, w obwodzie Burgas, w gminie Karnobat. W 2023 roku liczyła 232 mieszkańców.